# Gerson (nombre)
Gersón  o Gerson  es un nombre propio  masculino. Procede del hebreo גרסון y significa «Residente o Forastero».

## Origen
Gersón   es el nombre del hijo de Moisés personaje bíblico del Antiguo Testamento:
- Gersón  es el hijo mayor de Moisés.

También es el hijo mayor de los tres de Leví, de quien recibió el nombre las tres ramas de los levitas.  (Génesis 46:11) (Éxodo 6:16).
Su variante femenino es Gersona.

## Variantes
| Variantes en otros idiomas | Variantes en otros idiomas |
| -------------------------- | -------------------------- |
| Español                    | Gersón, Gerson             |
| Alemán                     | Gerson                     |
| Catalán                    | Gerson                     |
| Checo                      | Gersona                    |
| Francés                    | Gerson                     |
| Hebreo                     | גרסון                      |
| Holandés                   | Gerson                     |
| Inglés                     | Gerson                     |
| Italiano                   | Gerson                     |
| Lituano                    | Gerson                     |
| Polaco                     | Gerson                     |
| Portugués                  | Gerson                     |
| Ruso                       | Жерсон                     |

- Datos: Q5878908
- Multimedia: Gerson (given name) / Q5878908